# Павловское (Ковровский район)
Павловское — село в Ковровском районе Владимирской области России, входит в состав Ивановского сельского поселения.

## География
Село расположено на федеральной автодороге М7 «Волга» в 3 км на север от центра поселения села Иваново и в 23 км на юго-восток от райцентра города Ковров.

## История
Село Павловское в XV веке было частью удела Стародубского княжества, выделенного героем Куликовской битвы князем Андреем Федоровичем Стародубским старшему сыну князю Василию — родоначальнику князей Пожарских: дети и внуки князя по этому уделу стали именоваться князьями Пожарскими. Самый известный потомок князя Василия — воевода князь Дмитрий Михайлович Пожарский, освободивший Москву от поляков во время Великой Смуты.
Село Павловское впервые упоминается в 1565 году в писцовых книгах дьяка Максима Трифонова. 
В разное время селом владели довольно известные личности, в том числе: генерал Андрей Яковлевич Леванидов — основатель усадьбы, участник штурма турецкой крепости Измаил, и генерал Василий Семенович Юкичев — участник Отечественной войны 1812 года, герой Бородинского сражения.
В конце XIX — начале XX века село входило в состав Великовской волости Ковровского уезда. С 1924 года в составе Клюшниковской волости.
С 1929 года и до 2005 года (с перерывом) — центр Павловского сельсовета в составе Ковровского района.

## Население
| 1859 | 1905 | 1926 | 2002 | 2010 | 2021 |
| ---- | ---- | ---- | ---- | ---- | ---- |
| 278  | ↘121 | ↗258 | ↗435 | ↗447 | ↘292 |

## Экономика
В селе находится ООО «СХП Муравия», занимающееся мясным и молочным животноводством.

## Достопримечательности
- В селе находится действующая церковь Воскресения Христова (1824).

Первоначальные известия о церкви относятся к началу XVII столетия и находятся в окладных патриаршего казенного приказа книгах; под 1628 годом в них записано: «церковь Воскресениіе Господа нашего Исуса Христа в селе Павловском в вотчине князя Федора да князь Ивана Татевых дани двенадцать алтын четыре денги»; а под 1632 годом показано: «по данным книгам Троицы-Сергіева монастыря то село отдано по князе Борисе, да по князе Иване Татевых в Троицкой монастырь и та церковь писать в Троицких вотчинах»; во владении Троице-Сергиевского монастыря село оставалось до 1764 года, т. е. до времени отобрания монастырских населенных имений в казну. Существующая в селе каменная церковь, с таковою ж колокольнею, построена усердием прихожан в 1824 году, вместо бывшей ветхой деревянной церкви; в 1869 году также усердием прихожан при церкви построена каменная ограда. Престолов в церкви два: в холодной — в честь Воскресения Господня и в теплом придел — во имя Благоверного Великого Князя Александра Невского. С 1891 года в селе существовала церковно-приходская школа и помещалась в церковной сторожке.
По состоянию на 2016 год церковь полностью отреставрирована, ведутся богослужения.
- Музейный комплекс «Усадьба двух генералов» – филиал Ковровского историко-мемориального музея.

Комплекс начал формироваться в 2015 году, когда в обширном усадебном парке XVIII – XIX столетий состоялось открытие единственного в России обелиска героям взятия турецкой крепости Измаил, приуроченное к 225-летию штурма крепости, а в здании бывшей церковно-приходской школы 1880-х гг. — презентация первой музейной экспозиции. Официальное открытие музея состоялось 15 ноября 2016 года. В этот же день у Воскресенского храма был освящен гранитный крест на месте погребения героя Бородинского сражения генерал-майора В. С. Юкичева.
В 2019 году на территории комплекса создано новое музейно-образовательное пространство — «Крепость-острог князей Пожарских», занимающее площадь более 300 кв. м. Центр его — небольшой форт с тремя  рублеными деревянными башнями и частоколом со специальными мостками-полатями. Внутри главной крепостной башни и на её верхней боевой площадке развернута экспозиция  средневекового  холодного оружия и воинского средневекового защитного снаряжения.